# Idaea dimeglionaria
Idaea dimeglionaria är en fjärilsart som beskrevs av Andreas 1929. Idaea dimeglionaria ingår i släktet Idaea och familjen mätare. Inga underarter finns listade i Catalogue of Life.